# Skala Z
Skala Z eller spor Z er modeltog i størrelsesforholdet 1:220. Den blev introduceret af den tyske producent Märklin i 1972 som svar på andre producenters brug af skala N (1:160) og var, indtil skala ZZ (1:300) og skala T (1:450) kom på markedet i hhv. 2005 og 2007, den mindste størrelse for seriefremstillet modeltog.

## Sporvidder
Skala Z er den mindste størrelser, der er omfattet af den europæiske organisation MOROP's NEM-normer og de tilsvarende normer fra amerikanske National Model Railroad Association (NMRA). Sporvidden er som standard 6,5 mm svarende til 1435 mm (normalspor) i virkeligheden. Som smalspor findes skala Zm med sporvidde 4,5 mm svarende til 1000 mm (meterspor).
| Skala | Betegnelse | Sporvidde i model | Sporvidder i virkeligheden | Omfatter sporvidderne    |
| ----- | ---------- | ----------------- | -------------------------- | ------------------------ |
| Z     | Normalspor | 6,5 mm            | 1435 mm                    | fra 1250 mm til 1700 mm  |
| Zm    | Meterspor  | 4,5 mm            | 1000 mm                    | fra 850 mm til < 1250 mm |

## Teknik
Størrelsesforholdet 1:220 gør at der er plads til fuldt funktionsdygtige modeljernbaneanlæg så små steder som i kufferter og skrivebordsskuffer. Af samme årsag benyttes den da også indimellem til humoristiske indslag, der ikke ville kunne lade sig gøre med større skalaer. Mere seriøst kan den bruges til ting som store broer og lange tog, der ofte vil fylde for meget i større skaler.
Spor Z drives med toskinne jævnstrøm og med en spænding på normalt 10 volt. Da togene er små og vægten tilsvarende lav, kan der dog opstå problemer med mekanikken, især med støv der kan forhindre strømoverførslen mellem skinner og hjul. Dette problem kan imidlertid afværges ved omhyggelig og korrekt vedligeholdelse.

## Producenter
Märklin der introducerede skala Z i sin tid, og som også markedsfører det under betegnelsen Mini-Club, producerer naturligt nok også spor til denne. I 2005 kom amerikanske Micro-Trains Line med spor med ballast men med samme sporgeometri som Märklin. I 2011 kom japanske Rokuhan med yderligere et sporsystem, der minder om det amerikanske, og som overholder de almindelige standarder, men som har betydeligt flere radier. Dette alternative sporsystem tilbydes i mellemtiden også af det tyske firma Noch.
Tog med europæiske forbilleder tilbydes af Märklin og en række småserieproducenter som f.eks. ZMB Modellbau, Bahls, Freudenreich, Heckl, Railex, Swiss Z Lines (SZL) og Z-Bahn GmbH. Smalsporsmateriel efter schweiziske forbilleder laves af Freudenreich Feinwerktechnik (overvejende byggesæt) og Herrn Ahnert (færdigmodeller). Derudover laver firmaet Saller faststående modeller af industribaner til skala Zi (2,75 mm).
Amerikanske tog finder man hos American Z Lines (AZL), Märklin og Micro-Trains Line og fra småserieproducenter som Full Throttle, InterMountain, Aspenmodel, Freudenreich, Marsilius og Penzeee.
Det japanske marked er lettere uoverskueligt. Tokyo Marui har under mærket PRO-Z en stor palet, der rækker helt op til færdige anlæg. I nogle tilfælde kan man finde modeller fra REAL ZJ (Plus Up Co,) og Terranetz, men de producerer ikke længere. I 2009 kom PRMLOCO (Crown Model) med deres første og længe annoncerede lokomotiv, der blev fulgt op af gods- og personvogne. Tenshodo kom ligeledes i 2009 med det første japanske damplokomotiv i skala Z i form af en JNR D51, der i 2011 blev fulgt op af JNR C62 foruden person- og godsvogne indimellem. Endelig kan nævnes F-Toys, der tilbyder faststående modeller af højhastighedstoget Shinkansen i den oprindelige udgave, der med teknik fra Eisen-Platz kan gøres køreklare.